# Doryscus chujoi
Doryscus chujoi es una especie de insecto coleóptero de la familia Chrysomelidae.
Fue descrita científicamente en 1978 por Takizawa.